# Уитфилд, Джон Хамфрис
Джон Хамфрис (Хамфри) Уитфилд (англ. John Humphreys "Humphrey" Whitfield; 2 октября 1906, Уэднсбери, Уэст-Мидлендс — 20 февраля 1995, Эдгбастон, Западный Мидленд) — британский итальяновед, историк и критик итальянской литературы, именной профессор (Serena Professor) итальянского языка и литературы Бирмингемского университета (1946-74). В особенности его интересовала культура эпохи Возрождения.

## Биография и творчество
Окончил Оксфорд в 1928 году с отличием по французскому языку, а в 1929 — первым по итальянскому. Несколько лет преподавал французский в школе.
В 1936-46 Университетский лектор итальянского в Оксфорде. С 1974 в отставке. В 1958-59 годах читал лекции Барлоу о Данте в Университетском колледже Лондона.
В 1962-74 пред. Общества итальянистики. В 1967-74 старший редактор Italian Studies, редактор с 1949.
Автор Petrarch and the Renascence и др. трудов. Его первая книга «Петрарка и Возрождение» (1943) посвящена развитию гуманизма. Следующая стала аналогичным интересом в политике — «Макиавелли» (1947). Вызвавшая споры, его реакция на них послужила появлению «Рассуждения о Макиавелли» (1969). Также автор «Джакомо Леопарди» (1954) и переводчик «Канти» этого поэта XIX века (1962; в 1967 выйдет редакция для студентов). Ко всему тому опубликовал небольшой том о Данте и Вергилии (1949) и свои «Лекции Барлоу о Данте: эссе о подобном и несхожем» (1960). Многим неспециалистам Уитфилд был известен как автор Pelican A Short History of Italian Literature (1960).
В 1936 женился, пережил супругу всего на 11 дней; два сына. Его любимыми авторами были Петрарка, Макиавелли, Тассо и Леопарди.
В 1975 вышел том Essays in Honour of John Humphreys Whitfield.